# Rising Star (Texas)
Rising Star es un pueblo ubicado en el condado de Eastland, en el estado estadounidense de Texas. En el Censo de 2010 tenía una población de 835 habitantes y una densidad poblacional de 186,68 personas por km².

## Geografía
Rising Star se encuentra ubicado en las coordenadas 32°5′52″N 98°58′00″O / 32.09778, -98.96667. Según la Oficina del Censo de los Estados Unidos, Rising Star tiene una superficie total de 4.47 km², de la cual 4.47 km² corresponden a tierra firme y (0%) 0 km² es agua.

## Demografía
Según el censo de 2010, había 835 personas residiendo en Rising Star. La densidad de población era de 186,68 hab./km². De los 835 habitantes, Rising Star estaba compuesto por el 93.77% blancos, el 0.72% eran afroamericanos, el 0.36% eran amerindios, el 0.36% eran asiáticos, el 0% eran isleños del Pacífico, el 2.87% eran de otras razas y el 1.92% pertenecían a dos o más razas. Del total de la población el 10.42% eran hispanos o latinos de cualquier raza.